# بری تنها می‌شم
بری تنها می‌شم (به انگلیسی: You're Gonna Make Me Lonesome When You Go) ترانه‌ای از باب دیلن است که در سال ۱۹۷۵ آن را خوانده‌است.

## بازخوانی مایلی سایرس
مایلی سایرس این آهنگ را در ۲۲ ژانویه سال ۲۰۱۲ توسط مجموعه موسیقی یونیورسال منتشر کرد. اجرای زنده مایلی در شوی الن دی‌جنرس و جیمی کیول لیو پخش شد.